# Supercoppa spagnola 2016 (pallavolo maschile)
La Supercoppa spagnola 2016 si è svolta il 7 dicembre 2016: al torneo hanno partecipato due squadre di club spagnole e la vittoria finale è andata per la quinta volta al Teruel.

## Regolamento
Le squadre hanno disputato una gara unica.

## Squadre partecipanti
| Squadra | Qualificazione                                | Ultima partecipazione    |
| ------- | --------------------------------------------- | ------------------------ |
| Teruel  | Finalista Coppa del Re 2015-16                | Supercoppa spagnola 2015 |
| Almería | Vincitrice SVM 2015-16 e Coppa del Re 2015-16 | Supercoppa spagnola 2015 |

## Torneo
| 7 dicembre 2016 Pab. Los Planos, Teruel Durata: 1h:58 - Spettatori: 2 000 | Teruel | 3 - 2 | Almería | 25-15, 25-23, 23-25, 20-25, 17-15 |